# Варгейм
Варгейм (от англ. wargame — рус. «военная игра») — разновидность стратегических игр, в частности, настольных и компьютерных. Варгеймы призваны имитировать в виде игры военные конфликты: как реальные, так и вымышленные.

## История
Варгеймы считаются одним из самых ранних игровых жанров. Самые древние находки относятся к Древнему Египту, в котором были найдены игры с доской и фигурами, симулирующими сражения. В дальнейшем они трансформировались в такие игры как шахматы и го. В 1780 году немецкий математик Иоганн Кристиан Людвиг Хельвиг разработал игру, которая была очень похожа на современные коммерческие игры. Она игралась на доске в 1666 полей, раскрашенных в разные цвета в соответствии с типом ландшафта, а игроки использовали фигуры различных видов, у которых задавалось разное число ходов за тур (в терминах сколько клеток за ход).
Как отмечает исследовательница Аманда Рис, начиная с 20-го века военные полевые учения и маневры все чаще дополняются, а иногда и заменяются моделированием.

## Настольные
Настольный варгейм (англ. board wargame) зародился в 1954 году с публикацией игры Tactics Чарльзом С. Робертсом (англ. Charles S. Roberts) и стал наиболее популярен в середине 70-х. Для таких игр часто используются миниатюрные фигурки, обозначающих военную технику или отряд войск, хотя настольный варгейм может вместо фигурок использовать фишки или карточки.
Первой игрой такого типа был кригшпиль, созданный в Пруссии в начале XIX века.
Свою историю варгеймы как поджанр компьютерных игр жанра стратегии также ведут от двух игр, но некомпьютерных. Древнейшим варгеймом была индийская настольная игра «Чатуранга», прообраз игры, которая позже в Средневековье и в наше время именуется шахматами. Вторым источником появления варгеймов являются военные учения в Пруссии с середины XIX века, из упрощения и экономии средств, перенесённые с реальных полей, лесов и рек, с реальными войсками, на большой стол с уменьшенными моделями оных. Со временем эти военные игры (англ. «wargames») разделились в сторону усложнения — на помощь военным — где стали современными КШУ, и в сторону упрощения, где стали основой правил для настольных военных игр. Таким образом, соединив в себе материальную часть (фигурки шахмат) и ментальную часть (сложные и разнообразные правила), в начале XX века появились первые настольные варгеймы.
В промышленных масштабах настольные варгеймы стали выпускаться во второй половине XX века. Существует множество различных настольных игр в различных жанрах:
- реалистичные, основанные на реальных событиях (Warhammer Ancient Battles, Flames of War, «Art of Tactic. Великая Отечественная», «Эпоха битв», Bolt Action, Blood and Valor);
- научно-фантастические (BattleTech, Warhammer 40,000, «Звёздный десант»);
- фэнтези (Warhammer Fantasy).

## Компьютерные
Первое определение жанра компьютерных варгеймов в отечественной прессе звучало следующим образом: «Если же вы, начав игру, уже имеете военную технику, количество которой убывает в процессе боев, это чистая wargame».
Компьютерные варгеймы обычно основаны на правилах настольных варгеймов. Так, например, известная серия Close Combat имеет в своей основе правила настольного варгейма Squad leader, моделирующего бой пехотных отделений во время Второй мировой войны. Поджанр игр варгейма обычно построен на моделировании боя от уровня взвод-рота до уровня фронт-группа армий. Кроме того, по «вселенной действий», варгеймы делятся на исторические и фэнтези/фантастические. Традиционно, подавляющую часть составляют «военные игры», посвящённые реальным событиям.
Главный упор в варгеймах делается на сочетании таких элементов как:
- аутентичность – соответствие характеристик воинских формирований, военной техники и вооружения известным организационно-штатным структурам и тактико-техническим характеристикам;
- реалистичность – отображение поведения и взаимодействия воинских формирований между собой на местности, в соответствии с законами физики, химии, топографии, метеорологии, военной психологии и т. п.;
- историчность – соответствие воинских формирований, военной техники, вооружения, местности и иных условий в сражении, отыгрываемым событиям истории человечества или преданию (т. н. lore) той или иной игровой вселенной в жанре фантастики или фэнтези.

Не стоит путать варгеймы с тактическими ролевыми играми (например: Jagged Alliance, Incubation, Альфа: Антитеррор, Fallout Tactics); и реалистичными симуляторами (например: Т-72: Балканы в огне, Ил-2 Штурмовик, Silent Hunter, Operation Flashpoint).